# Challenger de Qingdao 2017
El torneo ZS-Sports China International Challenger 2017 fue un torneo profesional de tenis. Pertenece al ATP Challenger Series 2017. Se disputará su 2ª edición sobre superficie tierra batida, en Qingdao, China entre el 17 al 23 de abril de 2017.

## Jugadores participantes del cuadro de individuales
| Favorito | País                  | Jugador             | Rank1 | Posición en el torneo |
| -------- | --------------------- | ------------------- | ----- | --------------------- |
| 1        | Bandera de Australia  | Jordan Thompson     | 78    | Cuartos de final      |
| 2        | Bandera de Serbia     | Janko Tipsarević    | 90    | CAMPEÓN               |
| 3        | Bandera de Italia     | Luca Vanni          | 122   | Primera ronda         |
| 4        | Bandera de Eslovenia  | Blaž Kavčič         | 128   | Primera ronda         |
| 5        | Bandera de Francia    | Quentin Halys       | 137   | Semifinales           |
| 6        | Bandera de Francia    | Mathias Bourgue     | 151   | Semifinales           |
| 7        | Bandera de Eslovaquia | Andrej Martin       | 153   | Cuartos de final      |
| 8        | Bandera de Rusia      | Teimuraz Gabashvili | 159   | Primera ronda         |

- 1 Se ha tomado en cuenta el ranking del 10 de abril de 2017.

### Otros participantes
Los siguientes jugadores recibieron una invitación (wild card), por lo tanto ingresan directamente al cuadro principal (WC):
- Bai Yan
- He Yecong
- Sun Fajing
- Wang Aoxiong

Los siguientes jugadores ingresan al cuadro principal tras disputar el cuadro clasificatorio (Q):
- Félix Auger-Aliassime
- Denys Molchanov
- Oscar Otte
- Peter Torebko

## Campeones

### Individual Masculino
- Janko Tipsarević derrotó en la final a  Oscar Otte,

### Dobles Masculino
- Gero Kretschmer /  Alexander Satschko derrotaron en la final a  Andreas Mies /  Oscar Otte, 2–6, 7–6(6), [10–3]